# Teru teru bozu

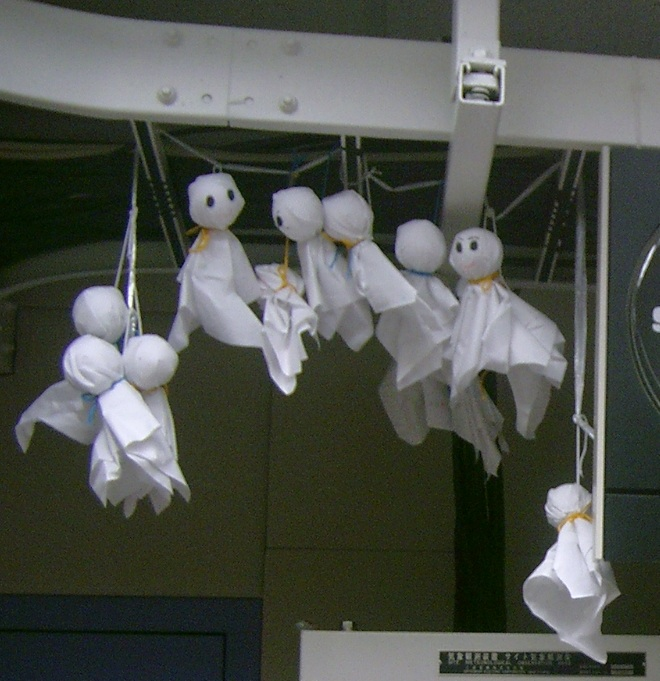
Alguns bonecos Teru teru bozu

Teru Teru Bozu (em japonês: てるてる坊主, lit. "brilha, brilha monge") são bonecos de papel ou pano feitos a mão. Os fazendeiros do Japão começaram a prende-los na janela como amuleto. O amuleto supostamente tem poderes mágicos para trazer bom tempo e prevenir ou parar os dias de chuva.
Teru Teru Bozu ficaram populares durante o Período Edo pelas camadas urbanas, em que as crianças faziam um dia antes do dia em que queria bom tempo.
Hoje em dia, crianças fazem teru-teru-bozo com papel para não chover nos dias de excursão escolar ou de piquenique. Pendura-lo de cabeça para baixo significa que estão pedindo para por chuva. Os Teru teru bozos invertidos ainda são comuns.
Existe uma famosa warabe uta, ou cantiga de roda japonesa, associada ao teru teru bozu: